# 国鉄3380形蒸気機関車

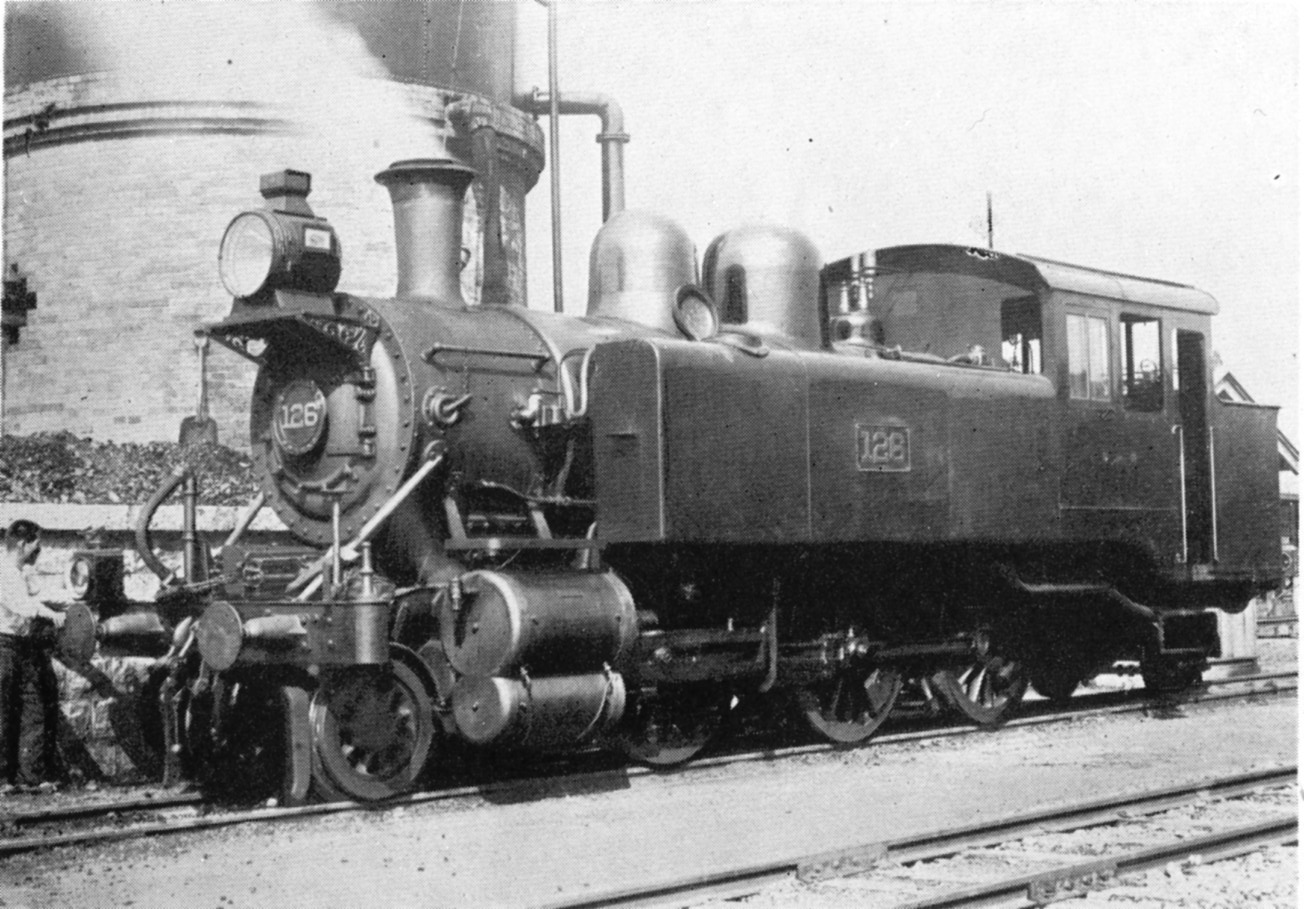
山陽鉄道 126（後の鉄道院 3381）

3380形は、かつて日本国有鉄道の前身である鉄道院・鉄道省に在籍したタンク式蒸気機関車である。

## 概要
元は、1906年（明治39年）に山陽鉄道が自社の兵庫工場で4両を製造した、車軸配置2-6-2(1C1)、ヴォークレイン4気筒複式の飽和式タンク機関車である。概ねアメリカ合衆国の様式に則っているが、細部のデザインが変更され、近代的な形態も併せ持っていた。形式は28形、番号は125 - 128であった。
前年に同じ兵庫工場で製造されたヴォークレイン複式のテンダ機関車27形（後の鉄道院8500形）とは、各部の寸法が共通であり、後年の鉄道省C12形/C56形と同様の系列設計となっている。先従台車はビッセル式で、先輪は内側式台枠、従輪は外側式台枠であった。側水槽や後部炭庫は平皿鋲を用いて、フラッシュ仕上げとなっていた。
1907年（明治40年）、山陽鉄道は国有化されたが、しばらくは山陽鉄道時代の形式番号で使用された。その後、1909年（明治42年）には鉄道院の車両称号規程が制定され、本形式は3880形（3880 - 3883）に改められた。
国有化後は一時山陰線（豊岡機関庫）で使用されたが、再び神戸機関庫に戻り、1919年（大正8年）には北海道に転出した。廃車は、いずれも1925年（大正14年）で、全車が解体となった。

### 海中転落事故
本形式の3382は、神戸機関庫時代の1918年（大正7年）11月28日、加減弁とブレーキを閉め忘れていたため、自然に動き出して、留置中の5101と221を押し出し、海中に転落させるという事故を起こし、川崎造船所からクレーン船を借り出して引き上げるという騒ぎになっている。この事故により大破した機関車はいずれも復旧されたが、本形式は北海道へ転出となった。一説には、この事故を有耶無耶にするため、北海道に島流しにしたともいわれる。

## 主要諸元
- 全長 : 10,846mm
- 全高 : 3,683mm
- 全幅 : 2,743mm
- 軌間 : 1,067mm
- 車軸配置 : 2-6-2(1C1)
- 動輪直径 : 1,270mm
- 機関形式 : ヴォークレイン式複式蒸気機関
- 弁装置 : スチーブンソン式アメリカ型
- シリンダー（直径×行程） : 292mm×559mm（高圧）、483mm×559mm（低圧）
- ボイラー圧力 : 12.7kg/cm2
- 火格子面積 : 1.58m2
- 全伝熱面積 : 91.1m2
  - 煙管蒸発伝熱面積 : 82.1m2
  - 火室蒸発伝熱面積 : 9.0m2
- 小煙管（直径×長サ×数） : 44.5mm×3,302mm×178本
- 機関車運転整備重量 : 56.22t
- 機関車空車重量 : 44.84t
- 機関車動輪上重量（運転整備時） : 40.64t
- 機関車動輪軸重（第3動輪上） : 13.72t
- 水タンク容量 : 6.71m3
- 燃料積載量 : 1.94t
- 機関車性能
  - シリンダ引張力 : 8,100kg（単式時）、5,930kg（複式時）
- ブレーキ装置 : 手ブレーキ、真空ブレーキ